# Gun G. Ayurzana
 (mai 2025).
Gun-Aajav Ayurzana ou Gun G. Ayurzana (mongol cyrillique : Гун-Аажавын Аюурзана ou Г.Аюурзана) est un poète, romancier et nouvelliste mongol né en 1970 dans la province centrale de Bayankhongor, en Mongolie.

## Biographie
De 1988 à 1994, Ayurzana a suivi des études à l’Institut de littérature Maxime-Gorki de Moscou, en Russie. De retour en Mongolie, il a exercé en tant que journaliste jusqu’en 2000 avant de se consacrer pleinement à l’écriture.
Son premier recueil de poèmes, Poèmes enfantins (Балчир шүлгүүд), a paru en 1995. En 2003, il publie son premier roman, Le Mirage (Илбэ зэрэглээ), récompensé la même année du prix littéraire Altan Ud (Plume d'Or). Il est aujourd’hui l’un des écrivains mongols contemporains les plus populaires et l'auteur d’une œuvre riche d’une dizaine de romans et d’autant de recueils poétiques, ainsi que de nouvelles, d'essais et de traductions depuis l'anglais.
En 2006, il a participé au prestigieux International Writing Program de l'Université de l'Iowa. En 2010, son roman La Légende du chaman (Бөөгийн домог) est lui aussi récompensé du prix de la Plume d'Or et reste le seul traduit en français à ce jour,. 
Depuis 1995, il est marié à la poétesse mongole Luvsandorj Ulziitugs et ils ont trois enfants.

## Œuvres traduites en français
- La Légende du chaman, roman traduit du mongol par Munkhzul Renchin, éditions Jentayu, 2024
- Le Créateur d'amour, nouvelle traduite du mongol par Munkhzul Renchin, éditions Jentayu, 2020.